# گهوه خالصه
گهوه خالصه، روستایی از توابع بخش مرکزی شهرستان چناران در خراسان رضوی ایران است. این روستا در فاصله ۵۰ کیلومتری شمال غربی مشهد واقع شده است. 

## جمعیت
این روستا در دهستان چناران قرار دارد و براساس سرشماری مرکز آمار ایران در سال ۱۳۹۵، جمعیت آن ۵۰۵ نفر (۱۵۲خانوار) بوده‌است.

## مردم شناسی
اکثر مردم این روستا خاوری و کرد هستند، شغل تعداد زیادی از آنها کشاورزی است. این روستا در منطقه‌ای با طبیعت زیبا و فرصت‌های کشاورزی و دامپروری قرار دارد. محصولات کشاورزی از جمله میوه‌جات، سبزی‌جات و گندم در این منطقه تولید می‌شوند.